# Como É que Se Diz Eu Te Amo
Como É que Se Diz Eu Te Amo é o segundo álbum ao vivo da banda brasileira de rock Legião Urbana, lançado em 2001. É o quarto álbum póstumo lançado pela banda, após a morte do vocalista e violonista Renato Russo em 1996.
O álbum foi gravado no Rio de Janeiro, na casa de shows Metropolitan, nos dias 8 e 9 de outubro de 1994, como parte da turnê do então recém-lançado O Descobrimento do Brasil.

## Contexto
Cópias piratas dos áudios dos referidos shows já circulavam entre os fãs, o que configurou um estímulo adicional para a gravadora EMI lançar o projeto. Mas o disco só começou a tomar forma quando o jornalista Marcelo Froés encontrou as fitas originais.
Marcelo fora nomeado pelo pai de Renato Russo (também Renato) para investigar o acervo solo do filho e também da Legião Urbana. Os demais membros da banda, Dado Villa-Lobos (guitarra) e Marcelo Bonfá (bateria), também apoiaram o trabalho dele. Ao final de sua pesquisa, Marcelo havia reunido 83 CD-Rs, e o número chegou a mais de cem quando Dado e Marcelo entregaram fitas adicionais que eles tinham em suas casas.
Em meio às preparações da coletânea, Herbert Vianna, vocalista e guitarrista d'Os Paralamas do Sucesso, sofreu o acidente que custou a vida de sua esposa, Lucy Needham Vianna, e o movimento de suas pernas. O disco foi então dedicado a Lucy.

## Lista de faixas
Crédito das composições conforme fonte
| Como É que Se Diz Eu Te Amo – Disco 1 | |                                                                                            |         |  |
| N.º                                   | Título | Compositor(es)                                                                             | Duração |  |
| 1.                                    | "Será" | Dado Villa-Lobos; Renato Russo; Marcelo Bonfá                                              | 2:47    |  |
| 2.                                    | "Eu Sei" | Renato Russo                                                                               | 3:25    |  |
| 3.                                    | "La Nuova Gioventú"                                                                                                 | Dado Villa-Lobos; Renato Russo                                                             | 3:12    |  |
| 4.                                    | "Ainda É Cedo/Gimme Shelter"                                                                                        | Ico Ouro-Preto; Dado Villa-Lobos; Renato Russo; Marcelo Bonfá/ Mick Jagger; Keith Richards | 6:35    |  |
| 5.                                    | "Daniel na Cova dos Leões"                                                                                          | Renato Russo; Renato Rocha                                                                 | 3:53    |  |
| 6.                                    | "Vinte e Nove" | Renato Russo                                                                               | 2:03    |  |
| 7.                                    | "Um Dia Perfeito"                                                                                                   | Renato Russo, Dado Villa-Lobos                                                             | 3:02    |  |
| 8.                                    | "Os Anjos" | Dado Villa-Lobos; Renato Russo                                                             | 2:30    |  |
| 9.                                    | "1965 (Duas Tribos)"                                                                                                | Dado Villa-Lobos; Renato Russo; Marcelo Bonfá                                              | 4:05    |  |
| 10.                                   | "Monte Castelo" (Adaptada de trechos da Primeira Epístola de São Paulo aos Coríntios e de soneto de Luís de Camões) | Renato Russo                                                                               | 4:09    |  |
| 11.                                   | "Quando O Sol Bater na Janela do Teu Quarto"                                                                        | Dado Villa-Lobos; Renato Russo; Marcelo Bonfá                                              | 4:17    |  |
| 12.                                   | "Geração Coca-Cola"                                                                                                 | Renato Russo                                                                               | 2:35    |  |
| 13.                                   | "O Teatro dos Vampiros"                                                                                             | Dado Villa-Lobos; Renato Russo; Marcelo Bonfá                                              | 3:35    |  |
| 14.                                   | "Meninos e Meninas/ O Mundo Anda Tão Complicado"                                                                    |                                                                                            | 4:02    |  |
| Duração total:                        | Duração total: | Duração total:                                                                             | 50:10   |  |

| Como É que Se Diz Eu Te Amo – Disco 2 |                                                                               | |         |  |
| N.º                                   | Título                                                                        | Compositor(es) | Duração |  |
| 1.                                    | "Faroeste Caboclo"                                                            | Renato Russo | 10:26   |  |
| 2.                                    | "Pais e Filhos"                                                               | Dado Villa-Lobos; Renato Russo; Marcelo Bonfá | 4:41    |  |
| 3.                                    | "Tempo Perdido"                                                               | Renato Russo | 4:10    |  |
| 4.                                    | "Giz"                                                                         | Dado Villa-Lobos; Renato Russo; Marcelo Bonfá | 3:46    |  |
| 5.                                    | "O Descobrimento do Brasil"                                                   | Renato Russo; Marcelo Bonfá | 3:56    |  |
| 6.                                    | "Eduardo e Mônica"                                                            | Renato Russo | 5:25    |  |
| 7.                                    | "Vento no Litoral"                                                            | Dado Villa-Lobos; Renato Russo; Marcelo Bonfá | 5:59    |  |
| 8.                                    | "Há Tempos"                                                                   | Dado Villa-Lobos; Renato Russo; Marcelo Bonfá | 3:00    |  |
| 9.                                    | ""Índios""                                                                    | Renato Russo | 4:54    |  |
| 10.                                   | "Perfeição/ O Bêbado e o [sic] Equilibrista/ Lithium/ Metal Contra as Nuvens" | Dado Villa-Lobos; Renato Russo; Marcelo Bonfá/ João Bosco; Aldir Blanc/ Kurt Cobain; Krist Novoselic, Dave Grohl / Renato Russo, Dado Villa-Lobos, Marcelo Bonfá | 6:59    |  |
| 11.                                   | "Andrea Doria"                                                                | Renato Russo; Marcelo Bonfá; Dado Villa-Lobos | 3:04    |  |
| 12.                                   | "Vamos Fazer um Filme"                                                        | Renato Russo | 4:17    |  |
| 13.                                   | "Que País É Este/ Cajuína/ Pintinho Amarelinho*/ Aquele Abraço"               | Renato Russo/ Caetano Veloso/ João Plinta; Juca Ramos/ Gilberto Gil                                                                                              | 5:34    |  |
| 14.                                   | "Metal Contra as Nuvens" (faixa escondida)                                    | Dado Villa-Lobos; Renato Russo; Marcelo Bonfá | 9:58    |  |
| Duração total:                        | Duração total:                                                                | Duração total: | 76:09   |  |

## Formação
Conforme fonte:
- Renato Russo - vocal
- Dado Villa-Lobos - guitarra
- Marcelo Bonfá - bateria e percussão
- Gian Fabra - baixo elétrico
- Carlos Trilha - teclados
- Fred Nascimento - guitarra e violão